# Villamuelas
Villamuelas – gmina w Hiszpanii, w prowincji Toledo, w Kastylii-La Mancha, o powierzchni 43,36 km². W 2011 roku gmina liczyła 729 mieszkańców.